# Редвуд (Техас)
Редвуд (англ. Redwood) — переписна місцевість (CDP) в США, в окрузі Гвадалупе штату Техас. Населення — 4003 особи (2020).

## Географія
Редвуд розташований за координатами 29°48′36″ пн. ш. 97°54′34″ зх. д. / 29.81000° пн. ш. 97.90944° зх. д. (29.809895, -97.909332).  За даними Бюро перепису населення США в 2010 році переписна місцевість мала площу 16,87 км², з яких 16,70 км² — суходіл та 0,17 км² — водойми.

## Демографія
Згідно з переписом 2010 року, у переписній місцевості мешкало 4338 осіб у 1121 домогосподарстві у складі 936 родин. Густота населення становила 257 осіб/км².  Було 1185 помешкань (70/км²).
Расовий склад населення:
| - 66,7 % — білих - 1,7 % — чорних або афроамериканців - 1,4 % — корінних американців - 0,4 % — азіатів - 0,2 % — вихідців з тихоокеанських островів - 27,5 % — осіб інших рас |

До двох чи більше рас належало 2,1 %. Частка іспаномовних становила 88,1 % від усіх жителів.
За віковим діапазоном населення розподілялося таким чином: 34,4 % — особи молодші 18 років, 59,8 % — особи у віці 18—64 років, 5,8 % — особи у віці 65 років та старші. Медіана віку мешканця становила 28,0 року. На 100 осіб жіночої статі у переписній місцевості припадало 107,2 чоловіків;  на 100 жінок у віці від 18 років та старших — 106,8 чоловіків також старших 18 років.
Середній дохід на одне домашнє господарство  становив 53 776 доларів США (медіана — 47 778), а середній дохід на одну сім'ю — 52 649 доларів (медіана — 47 932). Медіана доходів становила 33 853 долари для чоловіків та 25 216 доларів для жінок. За межею бідності перебувало 16,6 % осіб, у тому числі 35,2 % дітей у віці до 18 років та 9,9 % осіб у віці 65 років та старших.
Цивільне працевлаштоване населення становило 1892 особи. Основні галузі зайнятості: освіта, охорона здоров'я та соціальна допомога — 19,4 %, виробництво — 17,4 %, роздрібна торгівля — 15,6 %, мистецтво, розваги та відпочинок — 14,2 %.